# Grateloup-Saint-Gayrand
Grateloup-Saint-Gayrand is een gemeente in het Franse departement Lot-et-Garonne (regio Nouvelle-Aquitaine) en telt 416 inwoners (1999). De plaats maakt deel uit van het arrondissement Marmande.

## Geografie
De oppervlakte van Grateloup-Saint-Gayrand bedraagt 20,5 km², de bevolkingsdichtheid is 20,3 inwoners per km².
De onderstaande kaart toont de ligging van Grateloup-Saint-Gayrand met de belangrijkste infrastructuur en aangrenzende gemeenten.

## Demografie
Onderstaande figuur toont het verloop van het inwonertal (bron: INSEE-tellingen).